# Аїзові
Аїзові, аізоонові, аізові (Aizoaceae Martinov, 1820) — родина рослин порядку гвоздикоцвітих (Caryophyllales).

## Поширення

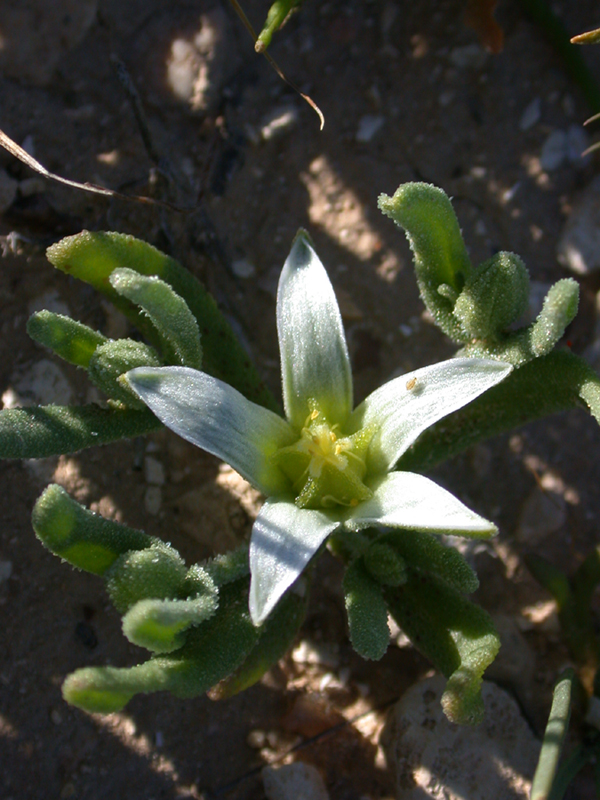
Aizoon hispanicum

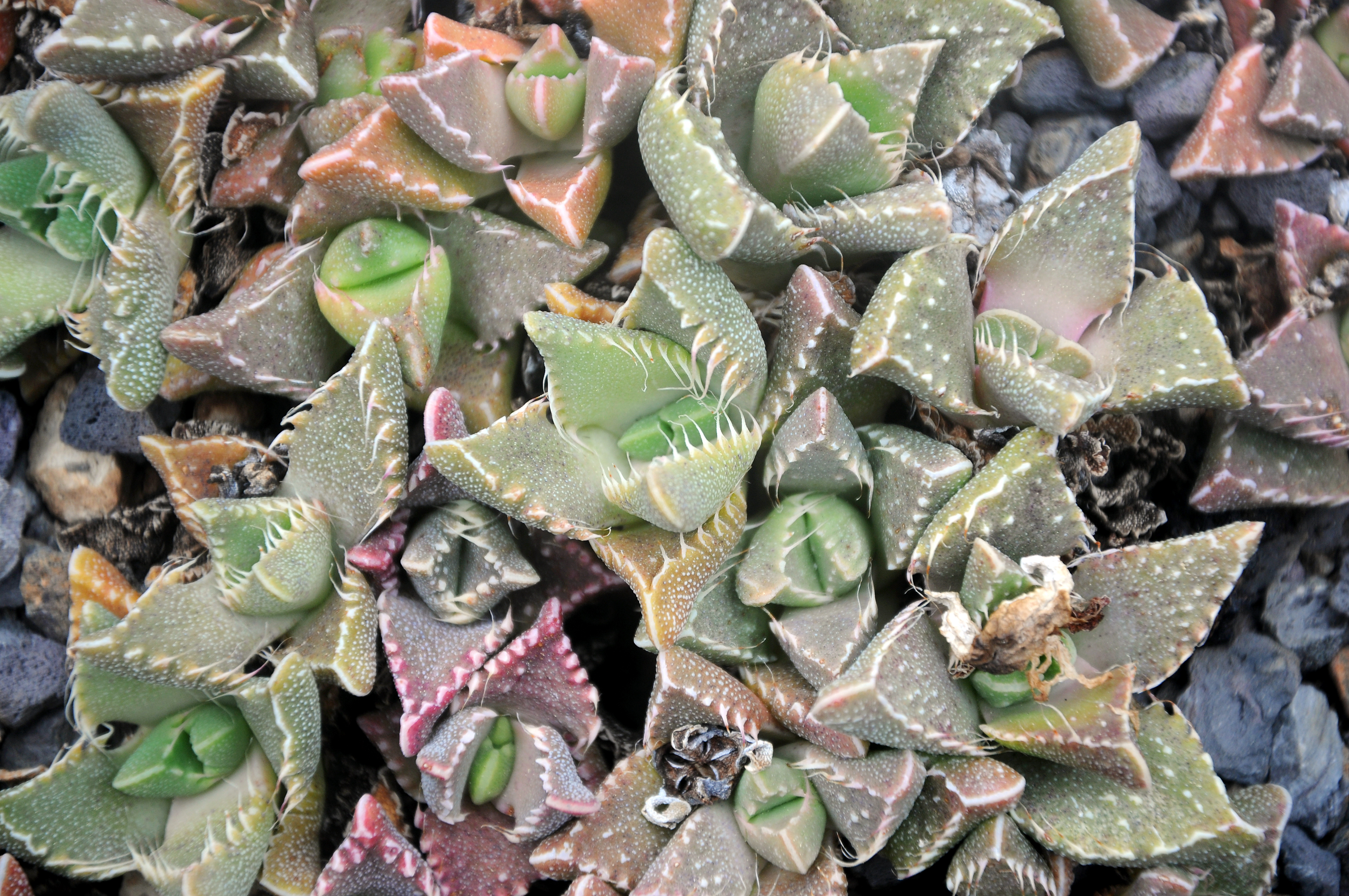
Faucaria tuberculosa

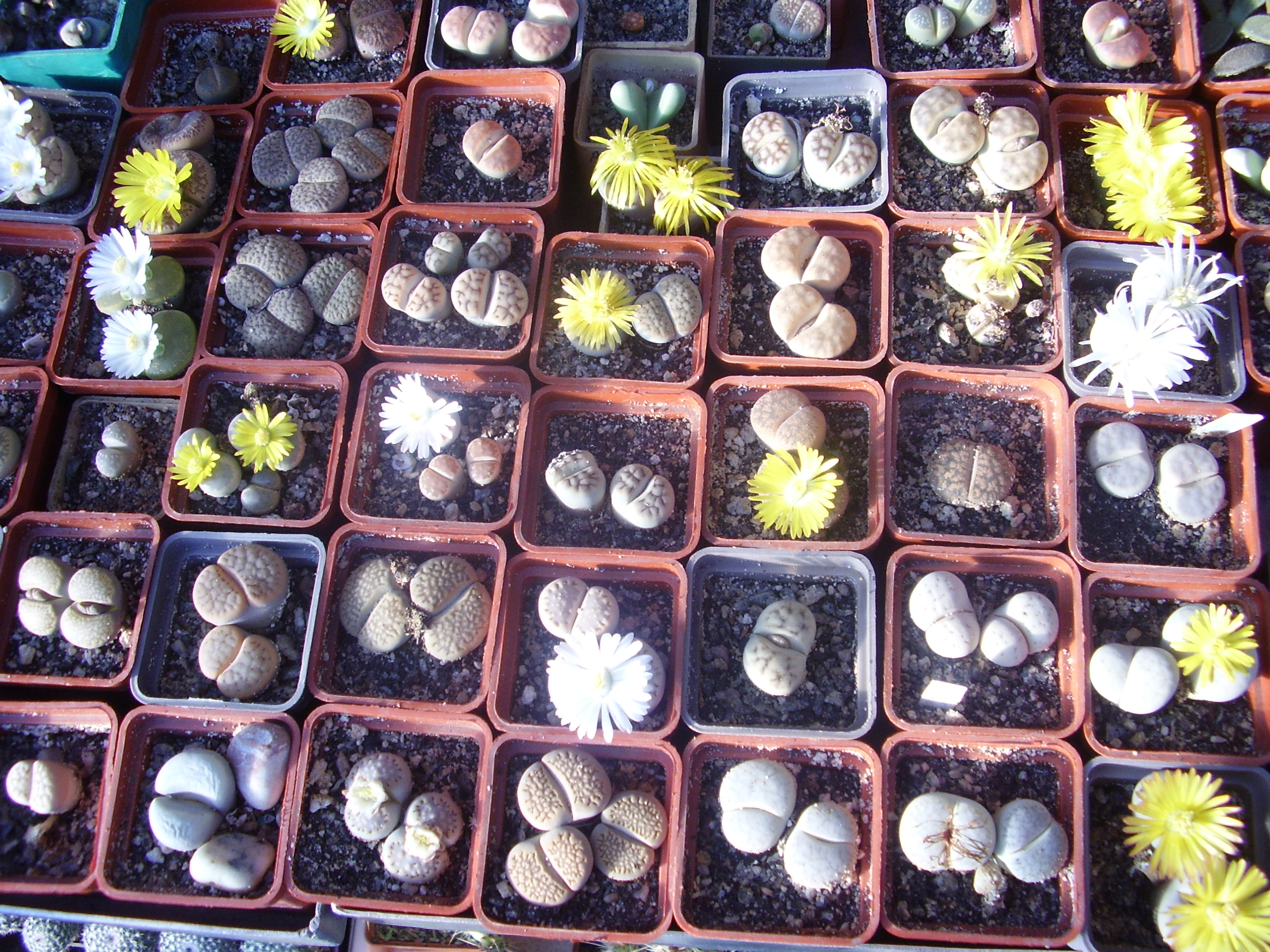
Літопси з колекції Юрія Шостака,
Миколаїв, Україна

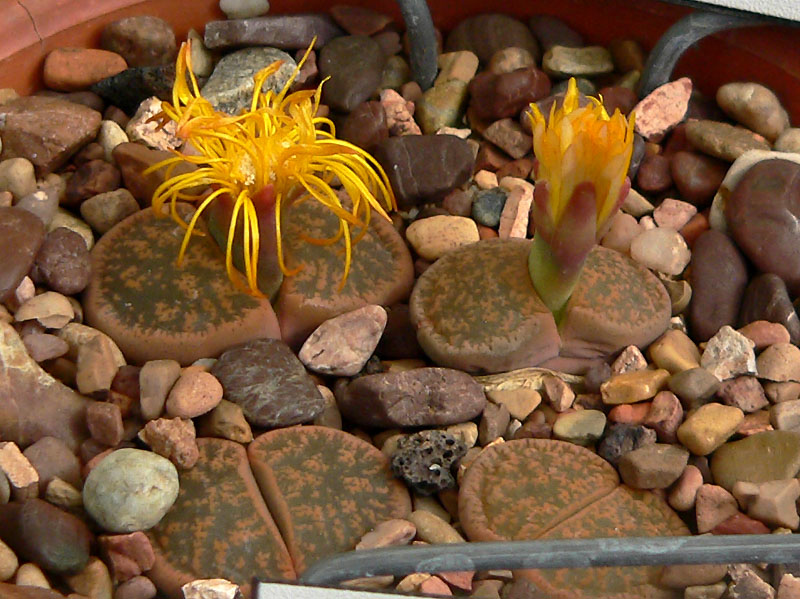
Lithops lesliei

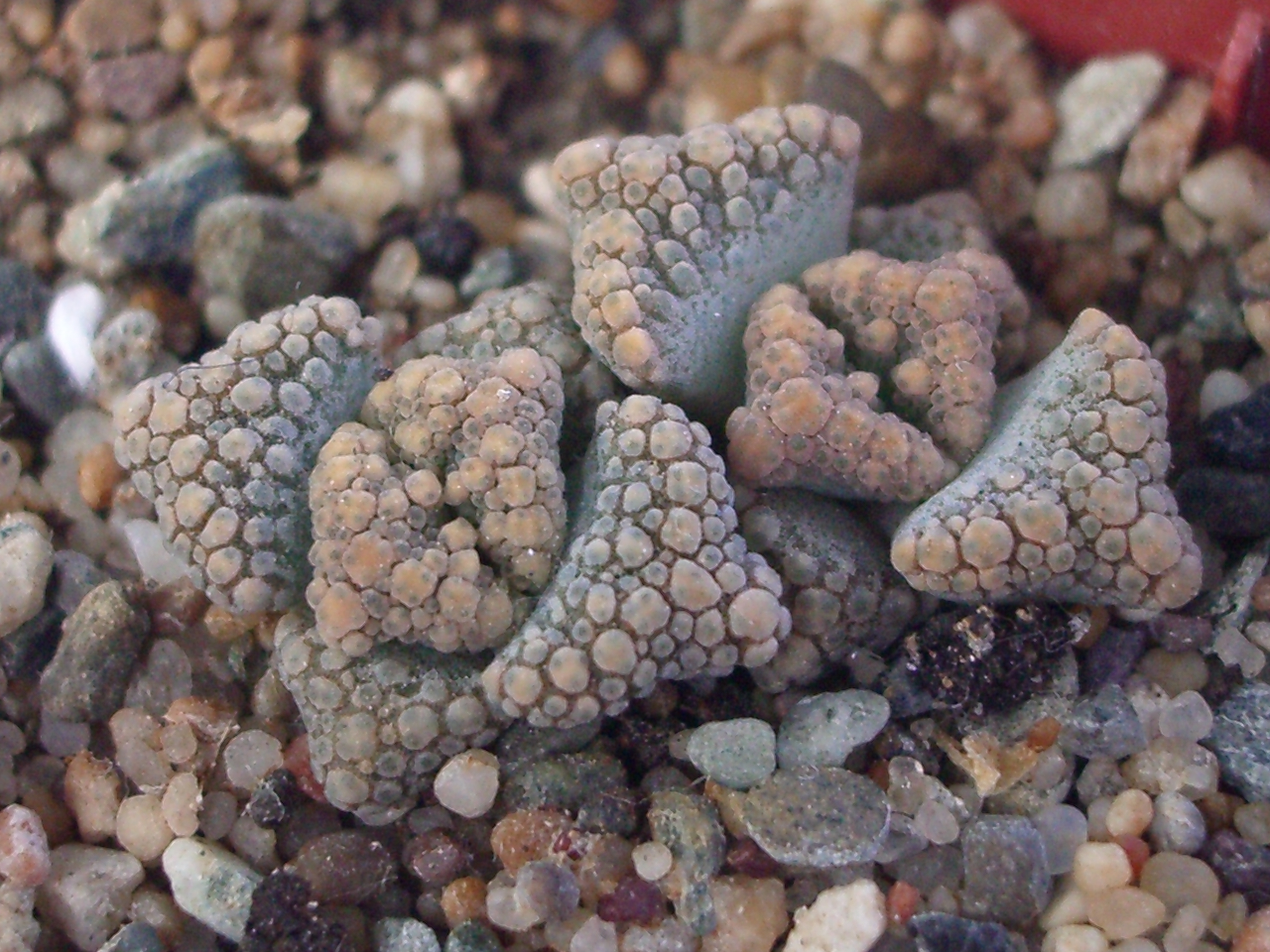
Titanopsis calcarea

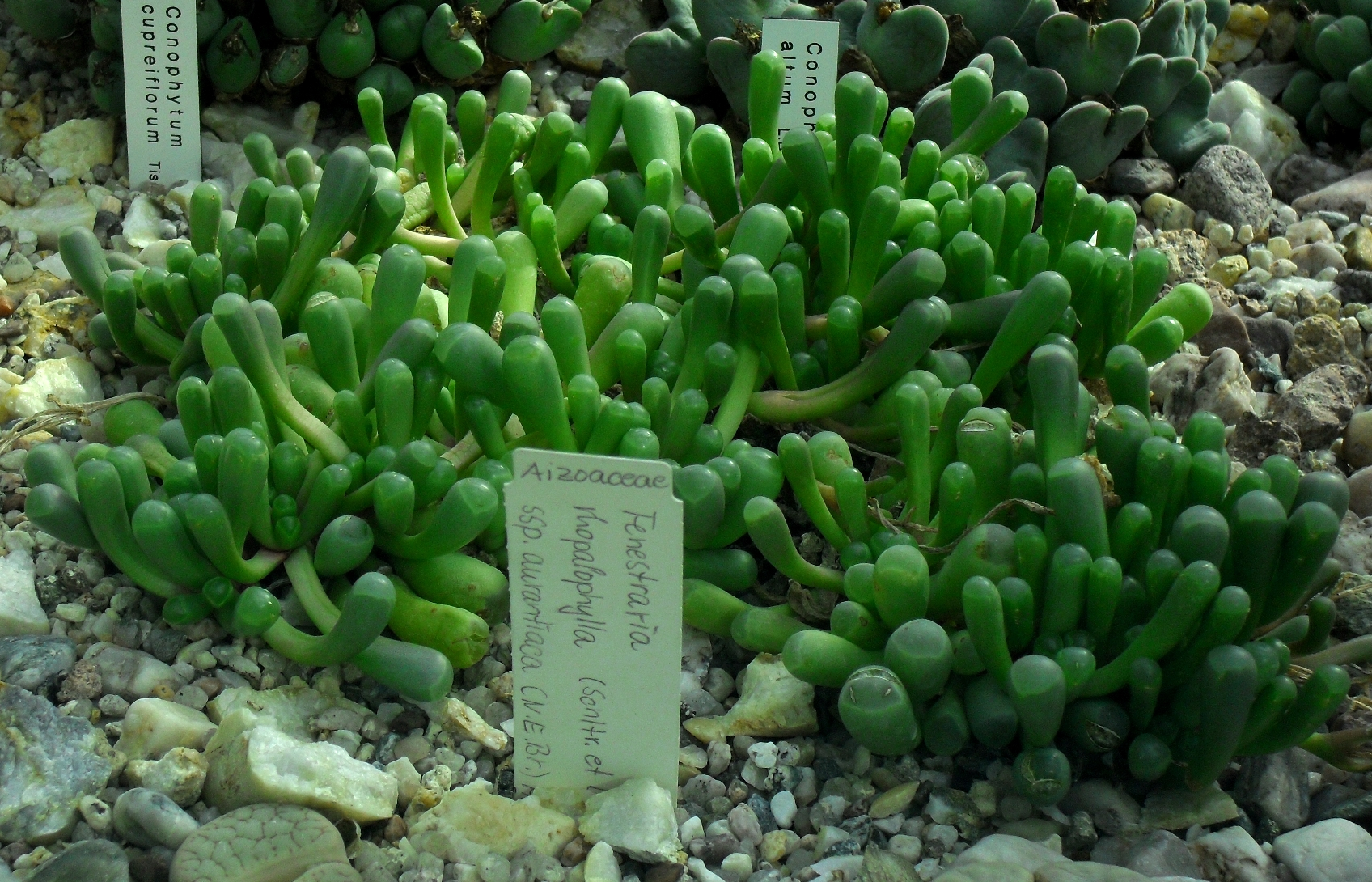
Fenestraria rhopalophylla

Аїзові поширені в Південній та Південно-Західній Африці, більшість з них в Капській провінції. Нечислені види — в Австралії, Новій Зеландії, Чилі, Перу, США, Мексиці.

## Біологічний опис
Багато-, дво-, рідше однорічні трави, чагарники або напівчагарники, часто із здерев'янілими пагонами. Майже всі Аїзові — листкові сукуленти (це найбільша родина листових сукулентів), стебла деяких дуже вкорочені та практично непомітні. Тільки представників родів Brownantus та Psilocaulon можна віднести до стеблових сукулентів. Листки в більшості видів дуже соковиті, в незначної кількості рослин вони плоскі та відносно тонкі. Листкові пластини — цілокраї, іноді край — зубчастий, прилистків немає. Листорозміщення супротивне, іноді листки зібрані в розетку. Особливу групу становлять рослини, що складаються з 1–2 пар майже зрослих між собою листків (Літопс, Конофітум, Аргіродерма, Швантезія та інші). Поверхня листків гладенька, часто покрита восковим нальотом, волосками або невеликими блискучими міхурцями, які добре відбивають сонячне проміння. У рослин з родів Літопс, Фенестрарія, Фрітія асиміляційний шар поверхні листка переривається й утворюється прозоре віконце, через яке світло проникає вглиб рослини і досягає внутрішньої асиміляційної тканини. Квітки — жовті, білі, рожеві, оранжеві — дуже декоративні, розкриваються у більшості видів опівдні, іноді ввечері, дуже рідко вночі. Плід — коробочка, яка розкривається у вологому середовищі.

## Таксономія родини
Спільний інтернет-проект Королівських ботанічних садів у К'ю і Міссурійського ботанічного саду «The Plant List» подає список з 146 прийнятих назв родів (докладніше див. Список родів родини Аїзові) і 2271 виду.

### Підродина Mesembryanthemoideae
Роди:
| - Aptenia N.E.Br - Aridaria N.E.Br - Aspazoma N.E.Br - Brownanthus Schwantes - Dactylopsis N.E.Br - Mesembryanthemum L. | - Phyllobolus N.E.Br - Prenia N.E.Br - Pseudobrownanthus Ihlenf. & Bittrich - Psilocaulon N.E.Br - Sceletium N.E.Br - Synaptophyllum N.E.Br |

## Аїзові в культурі
Дуже популярні в кімнатній культурі рослини. Деякі з них дістали назву суперсукуленти. Розмножують переважно насінням.